# USS Bogue (CVE-9)
USS Bogue (CVE-9) – lotniskowiec eskortowy, okręt prototypowy typu Bogue, pełniący służbę w United States Navy w czasie II wojny światowej. Początkowo nosił oznaczenie AVG-9, które zostało zmienione na ACV-9, 20 sierpnia 1942; CVE-9 15 lipca 1943 oraz CVHP-9 12 czerwca 1955.
Stępkę okrętu położono 1 października 1941 jako statek „Steel Advocate” (hull 170) na podstawie kontraktu zawartego pomiędzy Maritime Commission i stocznią Seattle-Tacoma Shipbuilding z Tacoma. „Bogue” został zwodowany 15 stycznia 1942, matką chrzestną była żona komandora podporucznika Millera. Jednostka została przekazana US Navy 1 maja 1942 i wcielona do służby 26 września 1942, pierwszym dowódcą został komandor G. E. Short.

## Służba
Po przedłużonym okresie wstępnych prób, dziewiczego rejsu i pierwszego remontu „Bogue” dołączył do Floty Atlantyku w lutym 1943 jako jądro pionierskiej amerykańskiej myśliwskiej grupy przeciwpodwodnej (ZOP). Pomiędzy marcem i kwietniem 1943 odbył trzy rejsy na północnym Atlantyku bez zatopienia wroga.
W czwarty rejs wypłynął 22 kwietnia i 22 maja uzyskał pierwsze zatopienie gdy jego samoloty zatopiły U-569 na pozycji 50°40′N 35°21′W/50,666667 -35,350000.
W czasie swojego piątego rejsu po północnym Atlantyku samoloty z lotniskowca zatopiły dwa U-booty: U-217 5 czerwca na pozycji 30°18′N 42°50′W/30,300000 -42,833333 oraz U-118 12 czerwca na pozycji 30°49′N 33°49′W/30,816667 -33,816667.
W czasie siódmego rejsu, 23 lipca 1943, samoloty pokładowe zatopiły U-527 na pozycji 35°25′N 27°56′W/35,416667 -27,933333. W czasie tego samego patrolu jeden z niszczycieli eskortujących lotniskowiec USS „George E. Badger” (DD-196) zatopił U-613.
Podczas ósmego patrolu „Bogue” odniósł swój kolejny sukces – zatopił dwa wrogie okręty podwodne. 30 listopada 1943 samoloty TBF Avenger z lotniskowca uszkodził U-238 na wschód od Azorów. 13 grudnia U-172 został zatopiony na pozycji 26°19′N 29°58′W/26,316667 -29,966667 przez samoloty współpracujące z niszczycielami „George E. Badger”, „Du Pont” (DD-152), „Clemson” (DD-186) i „Osmond Ingram” (DD-255). 20 grudnia U-850 został zatopiony przez samoloty pokładowe na pozycji 32°54′N 37°01′W/32,900000 -37,016667.
W styczniu i lutym „Bogue” miał przerwę od operacji ZOP pełniąc rolę transportowca myśliwców Armii przewożąc je do Glasgow w Szkocji. Następnie lotniskowiec wrócił do zadań przeciwpodwodnych i 13 marca jego samoloty wraz z samolotami brytyjskimi, USS „Haverfield” (DE-393), USS „Hobson” (DD-464) i „Prince Rupert” wspólnie zatopili U-575 na pozycji 46°18′N 27°34′W/46,300000 -27,566667.
5 maja 1944 „Bogue” wraz ze swoją grupą myśliwską opuścił Hampton Roads w rejs trwający do 2 lipca. W tym rejsie 13 maja niszczyciel USS „Francis M. Robinson” (DE-220) z eskorty zatopił japoński okręt podwodny RO-501 (ex niemiecki U-1224). Samoloty zatopiły natomiast 24 czerwca japoński okręt podwodny I-52 na pozycji 15°16′N 39°55′W/15,266667 -39,916667.
W czasie następnego rejsu (24 lipca – 24 września 1944) samoloty pokładowe zatopiły kolejny niemiecki okręt podwodny U-1229 20 sierpnia na pozycji 42°20′N 51°39′W/42,333333 -51,650000.
Po powrocie z rejsu we wrześniu 1944 „Bogue” rozpoczął operowanie w pobliżu Bermudów i Quonset Point, pełniąc rolę okrętu szkolnego. W lutym 1945 obył rejs do Liverpoolu z samolotami US Army. W kwietniu 1945 ponownie wyszedł w morze, pełniąc rolę okrętu ZOP stanowiąc część Second Barrier Force dowodzonych przez komandora George`a J. Dufeka. 24 kwietnia okręty eskorty „Flaherty” (DE-135), „Neunzer” (DE-150), „Chatelain” (DE-139), „Varian” (DE-798), „Hubbard” (DE-211), „Janssen” (DE-396), „Pillsbury” (DE-133) i „Keith” (DE-241) zatopiły U-546.
Po zakończeniu wojny na Atlantyku, „Bogue” przeszedł na Pacyfik, docierając do San Diego 3 lipca 1945. Następnie popłynął na zachód do Guam, dokąd dotarł 24 lipca. W dniach 19 sierpnia – 6 września odbył rejs do Adak na Alasce. Następnie wziął udział w operacji Magic Carpet przewożąc żołnierzy z wysp Pacyfiku do USA. Przetransportował też w styczniu 1946 do USA prototyp japońskiego ciężkiego bombowca Nakajima G8N Renzan.
Lotniskowiec wycofano ze służby do rezerwy 30 listopada 1946 w Tacomie.

## Odznaczenia
USS „Bouge” otrzymał Presidential Unit Citation i trzy gwiazdy bojowe za służbę w czasie II wojny światowej.